# Equazione differenziale stocastica
Una equazione differenziale stocastica (abbreviato in EDS) (o stochastic differential equation, abbreviato in SDE) è una equazione differenziale in cui uno o più termini sono processi stocastici, portando quindi ad una soluzione che è anch'essa un processo stocastico. Le EDS sono usate per modellare diversi fenomeni come la fluttuazione dei prezzi delle azioni, o sistemi fisici soggetti a fluttuazioni termiche. Tipicamente, le EDS incorporano un rumore bianco che può essere pensato come la derivata di un moto browniano (o meglio, di un processo di Wiener); ad ogni modo, vale menzionare che altri tipi di fluttuazioni casuali sono possibili, come i processi di salto.

## Storia
I primi lavori sulle EDS furono svolti per descrivere il moto browniano nel famoso articolo di Einstein, e allo stesso tempo da Smoluchowski. Tuttavia, uno dei primi lavori riguardanti il moto browniano è accreditato a Louis Bachelier (1900) nella sua tesi 'Teoria della Speculazione'. Questo lavoro fu proseguito da Langevin. Più tardi, Itō e Stratonovich posero le EDS su più solide basi matematiche.

### Terminologia
In scienze applicate, le EDS sono tipicamente scritte come equazioni di Langevin. Queste sono a volte definite come una sola equazione, "l'equazione di Langevin", sebbene ne esistano molte più forme. Queste forme consistono di una equazione differenziale ordinaria contenente una parte deterministica e un'addizionale termine casuale modellato come rumore bianco. Una seconda forma è l'equazione di Smoluchowski e, più in generale, l'equazione di Fokker-Planck. Queste ultime sono equazioni differenziali parziali che descrivono l'evoluzione nel tempo di funzioni di distribuzione di probabilità. La terza forma è l'equazione differenziale stocastica più usata in matematica e in finanza quantitativa. Essa è simile alla forma di Langevin, ma è generalmente scritta in forma differenziale. Le EDS vengono in due varietà, corrispondenti a due versioni di calcolo stocastico (dettate da Itō e Stratonovich).

### Calcolo Stocastico
Il moto browniano (o meglio il processo di Wiener) è stato scoperto essere eccezionalmente complesso dal punto di vista matematico. Il processo di Wiener infatti non è differenziabile; di conseguenza, ha bisogno delle proprie regole di calcolo. Ci sono due versioni dominanti di calcolo stocastico, il calcolo stocastico di Itō e il calcolo stocastico di Stratonovich. Entrambe le versioni hanno i loro vantaggi e svantaggi, e i novelli studenti sono spesso confusi sul quale delle due versioni è più appropriato usare data una situazione. Esistono delle linee guida (per esempio Øksendal, 2003) ma anche, per convenienza, metodi per convertire una EDS in forma di Itō in una equivalente EDS in forma di Stratonovich e viceversa. Comunque, uno deve ugualmente fare attenzione all'inizio nella decisione di quale tipo di calcolo intraprendere.

### Soluzioni Numeriche
Soluzioni numeriche di equazioni differenziali stocastiche, e in particolare di equazioni differenziali parziali stocastiche, è un campo giovane, relativamente parlando. Quasi tutti gli algoritmi che sono usati per la soluzione di equazioni differenziali ordinarie avranno risultati poco soddisfacenti per le EDS, dal momento che hanno scarsa convergenza numerica. Un testo che fornisce molti differenti algoritmi per la risoluzione è il Kloeden & Platen (1995).
Questi metodi includono il metodo di Eulero-Maruyama, il metodo di Milstein e il metodo di Runge-Kutta (applicato alle EDS).

## Utilizzo in Fisica
In fisica, le EDS sono tipicamente scritte nella forma di Langevin e vengono riferite come "l'equazione di Langevin". Per esempio, un generico insieme di coppie di EDS del primo ordine sono spesso scritte nella forma:
{\displaystyle {\dot {x}}_{i}={\frac {dx_{i}}{dt}}=f_{i}(\mathbf {x} )+\sum _{m=1}^{n}g_{i}^{m}(\mathbf {x} )\eta _{m}(t),}
ove {\displaystyle \mathbf {x} =\{x_{i}|1\leq i\leq k\}} è l'insieme delle incognite, {\displaystyle f_{i}} e {\displaystyle g_{i}} sono funzioni arbitrarie e le {\displaystyle \eta _{m}} sono funzioni casuali del tempo, spesso definite come "termine di rumore". Questa forma è in genere utilizzabile perché esistono tecniche standard per trasformare equazioni di ordine più grande in varie coppie di equazioni di primo ordine, semplicemente aggiungendo più incognite. Se i {\displaystyle g_{i}} sono costanti, il sistema è detto soggetto a rumore additivo, altrimenti è detto soggetto a rumore moltiplicativo. Questo termine (in senso matematico) è in qualche modo fuorviante poiché col tempo è venuto a significare il caso generale, sebbene così facendo sembri implicare il caso limitato in cui {\displaystyle g(x)\propto x}. Il rumore additivo è il più semplice dei due casi; in questa situazione la corretta soluzione può spesso essere trovata usando l'analisi ordinaria, e in particolare la regola della catena classica. Tuttavia, nel caso di rumore moltiplicativo, l'equazione di Langevin non è un'entità ben definita, e deve essere specificato se l'equazione vada interpretata come EDS di Itō o di Stratonovich.
In fisica, il principale metodo risolutivo è trovare la funzione di distribuzione di probabilità come funzione del tempo usando l'equivalente equazione di Fokker-Planck. L'equazione di Fokker-Planck è una equazione differenziale parziale deterministica e descrive come la funzione di distribuzione di probabilità evolve nel tempo, allo stesso modo in cui l'equazione di Schrödinger fornisce l'evoluzione nel tempo della funzione d'onda quantistica, o come l'equazione della diffusione da l'evoluzione nel tempo di concentrazioni chimiche. Alternativamente, soluzioni numeriche possono essere ottenute da simulazioni Monte Carlo.  Fra le altre tecniche è inclusa l'integrazione sui cammini, che si basa sulle analogie tra fisica statistica e meccanica quantistica (per esempio, l'equazione di Fokker-Planck può essere trasformata nell'equazione di Schrödinger riscalando qualche variabile).

### Nota su "L'equazione di Langevin"
Il riferimento al singolare su "l'equazione" (di Langevin) è tutto sommato un abuso di notazione, dal momento che ogni modello fisico ha la propria equazione di Langevin. Per questo motivo, sarebbe dunque più corretta la nomenclatura "l'equazione di Langevin associata".